# Dolfinarium Harderwijk
Koordinaten: 52° 21′ 14″ N, 5° 37′ 3″ O
Das Dolfinarium Harderwijk in Harderwijk ist einer der weltweit größten Themenparks, welche auf Meeressäuger spezialisiert sind (Delfinarium).

## Geschichte
1963 fing der Unternehmer Frits den Herder an, Meeressäuger zu sammeln. Er richtete das erste Delfinarium in den Niederlanden ein. 1965 wurde dieses für das Publikum eröffnet.
Im Jahr 2001 wurde das Dolfinarium von der französischen Freizeitpark-Kette Grévin & Cie übernommen. Diese verkaufte das Dolfinarium im Jahr 2014 zusammen mit dem französischen Freizeitpark Walibi Sud-Ouest an die spanische Aspro-Parks-Gruppe für 18 Millionen Euro.
Das Dolfinarium trat 2019 aus der wissenschaftlichen Vereinigung niederländischer Zoos, der NVD aus, da es sich künftig eher in die Richtung eines Freizeitparks entwickeln möchte. Auch die europäische Zoovereinigung EAZA hat das Dolfinarium 2019 verlassen.

## Tierarten
Gehalten werden unter anderem diverse Walartige, wie Delfine (Großer Tümmler) und Schweinswale, Robbenarten, wie Seelöwen (Stellerscher Seelöwe und Kalifornischer Seelöwe), Walrosse und Seehunde, sowie einige kleinere Fischarten. Das Delfinarium hat sich zum Ziel gesetzt, vor allem vom Aussterben bedrohte Tierarten zu beherbergen und jene, welche das europäische Zuchtprogramm empfiehlt, zu züchten. Bemerkenswert sind die lagunenartig gestalteten Anlagen für Walartige.
2010 beherbergte das Delphinarium mehrere Monate einen jungen Schwertwal namens Morgan, der halbverhungert und alleine an der niederländischen Küste aufgefunden wurde.

## Wasserpark Aqualand
Der Betreiber, die spanische ASPRO Group, die neben dem Dolfinarium Harderwijk auch diverse Wasserparks in mehreren europäischen Ländern betreibt, baut seit Mitte des Jahres 2016 in unmittelbarer Nähe vom Dolfinarium Harderwijk den ersten Aqualand Wasserpark in den Niederlanden. Aqualand ist eine eingetragene Marke der ASPRO Group, zu der aktuell 16 Wasserparks gehören. Der Bau des Wasserparks am Dolfinarium Harderwijk ist in zwei Bauphasen aufgeteilt, wovon die erste bereits im Sommer 2017 abgeschlossen sein soll.
Mit dem Bau des Wasserparks reagiert die ASPRO Group auf die Kritik von Tierschützern, die sich regelmäßig gegen die Haltung von Delfinen in Delfinarien aussprechen. Zukünftig will man sich in den kommenden Jahren mehr auf Attraktionen und Bildung statt auf Shows und Vorführungen mit Tieren konzentrieren. Deshalb wurde bereits im Jahr 2016 die Anzahl der Delfine erheblich reduziert.